# لورتس
لورتس (به لاتین: Llorts) یک روستا در آندورا با جمعیت ۲۰۴ نفر است که در اوردینو واقع شده‌است.